# Vorgehängte hinterlüftete Fassade
Als vorgehängte hinterlüftete Fassade (VHF), auch hinterlüftete Fassade oder vorgehängte Fassade bezeichnet man im Bauwesen eine mehrschalige Außenwandkonstruktion mit nichttragender Fassadenbekleidung, die mit Abstand zur tragenden Wandebene an dieser befestigt ist. Die äußere Hülle schützt die Gebäudekonstruktion vor Regen, Schnee, Sonne, Kondensationsfeuchte und Starkwind, wird aber nicht luftdicht ausgeführt. Um planmäßig aus dem Gebäudeinneren in die Außenwand diffundierende sowie auch unplanmäßig auftretende Feuchtigkeit abführen zu können, wird die Bekleidung als Vorsatzschale mit Lüftungsöffnungen ausgeführt. Wenn nicht mit dem Auftreten von erhöhter Feuchte in der Außenwand zu rechnen oder dies unbedenklich ist, ist auch eine luftdichte Ausführung denkbar.
VHF-Konstruktionen gehören ebenso wie Wände mit traditionell (mit Zwischenraum) gemauerter Vorsatzschale zu den zweischaligen Außenwänden. Letztere können bis zur Höhe von ein oder zwei Stockwerken auf eigenem Fundament ruhen. Bei höheren Fassaden werden gemauerte Vorsatzschalen jedoch häufig ebenfalls (etagenweise) von der tragenden Wand abgehangen.
Im Gegensatz zur vorgehängten Fassade (englisch rainscreen cladding ‚Regenschutz-Verkleidung‘) wird eine Vorhangfassade (englisch curtain wall ‚Vorhangwand‘) üblicherweise luftdicht sowie als (teilweise) selbsttragende Vorsatzschale ausgeführt, die sich nur punktuell an der Gebäudekonstruktion abstützt.
Die Begriffe sind leicht zu verwechseln. Letzterer bezieht sich jedoch auf eine selbstständige Ebene, die sich wie ein durchgehender, dichter Vorhang vor der (ansonsten offenen) Baukonstruktion befindet, während die vorgehängte Fassade üblicherweise aus kleineren Einzelelementen besteht, die als dekorative Wetterschutzschicht einem bereits luftdichten und gedämmten Baukörper vorgehängt werden. Die einzelnen Elemente werden dabei häufig mit geringem Abstand und offenen Stoßfugen montiert.
Unterschiedlichste Fassadenbekleidungen können verwendet werden. Gestalterisch, technisch und wirtschaftlich herausragende Projekte werden vom Fachverband vorgehängte hinterlüftete Fassaden seit 1999 mit dem Deutschen Fassadenpreis für vorgehängte hinterlüftete Fassaden (VHF) ausgezeichnet.

## Aufbau und Funktion

Systemaufbau

Die Fassadenbekleidung wird durch eine Luftschicht vom dahinter liegenden Wandaufbau getrennt.
Nach DIN 18516-1 setzt sich die Konstruktion aus der Fassadenbekleidung, der Hinterlüftungszone, der Dämmung und der Unterkonstruktion zusammen. Voraussetzung ist ein statisch tragender Verankerungsgrund. Die Hinterlüftung der Fassadenbekleidung ermöglicht die Abtrocknung von Kondenswasser.
Die äußerste Schicht dient dem Schutz gegen Schlagregen, Sonneneinstrahlung, starkem Wind und Beschädigung durch Anprall, Tiere und sonstige physische Einwirkungen. Ein gewisser Schutz vor dem Auftreten von Tauwasser wird ebenfalls erreicht. Bei offenen Fugen zwischen den Elementen kann der Wind feinen Regen und Schnee hinter die Bekleidung treiben. In der Regel erfolgt jedoch anschließend eine zügige Abtrocknung, insbesondere, wenn eine Fassadenbahn den direkten Kontakt zwischen Treibregen und Dämmstoff verhindert.

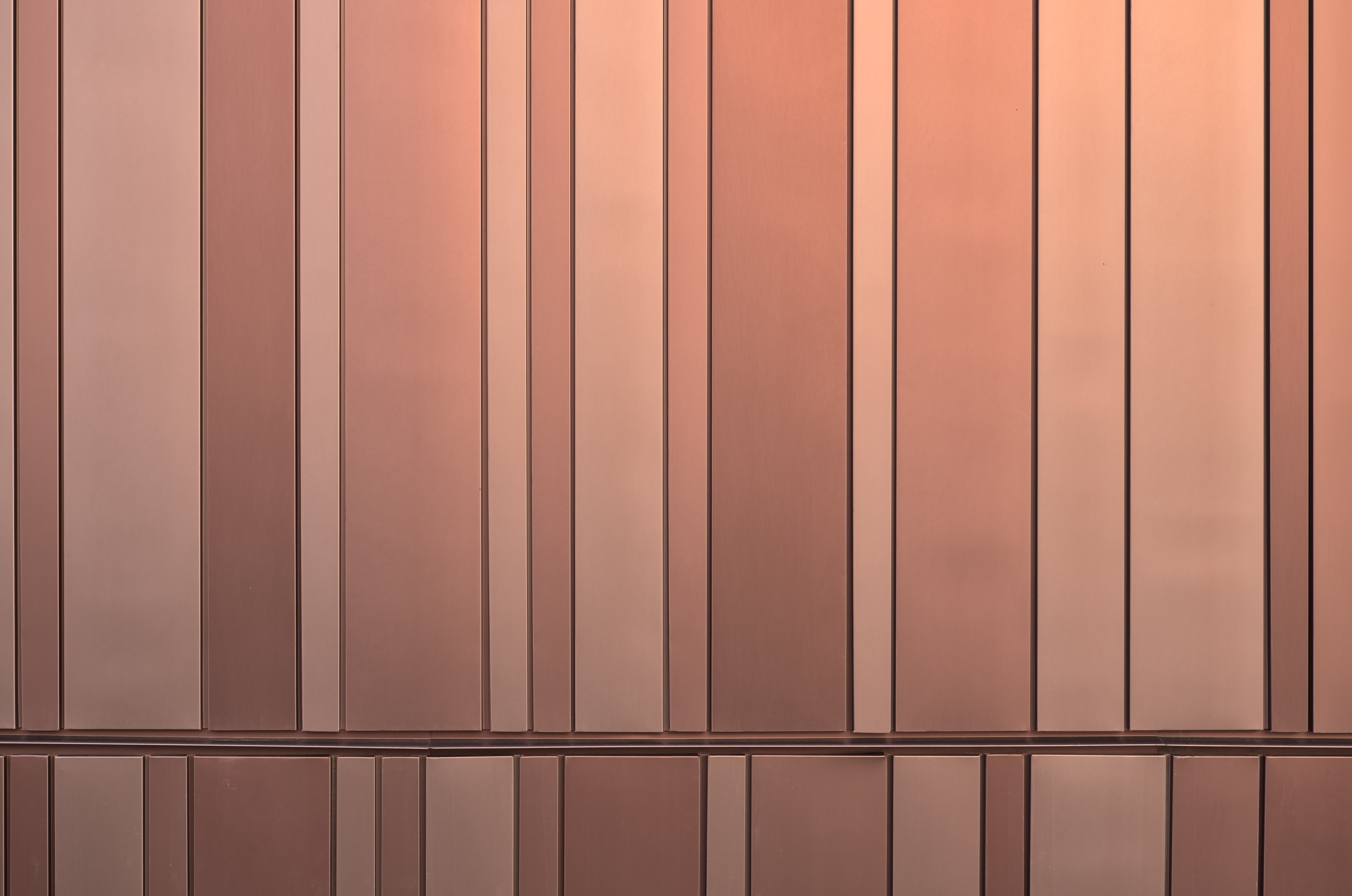
Beispiel einer Fassadenbekleidung aus Metall an einer 2023 errichteten Turnhalle

Die äußerste Schicht (Fassadenbekleidung) besteht häufig aus Holzschalung oder -lamellen, HPL-, Naturstein-, Kunststein- oder Keramikplatten, Klinker-Riemchen, Metallblech (z. B. verzinktes Stahlblech oder Kupferblech), (opakem) Glas oder Kompositmaterialien wie Glasfaserbeton und Faserzement bestehen. Es werden sogar Systeme zur flächigen Fassadenbegrünung angeboten.
Der Querschnitt des Hinterlüftungsraums soll wenigstens 100 cm2 pro Laufmeter betragen. Sofern sich die Luftschicht kontrollieren lässt kann eine Luftschicht von 2 cm Tiefe zur Hinterlüftung ausreichen.  Ist eine Kontrolle und Reinigung der Luftschicht später kaum noch möglich, werden in der Regel größere Schichtdicken gewählt.
Vornehmlich netzbauende Spinnen aber auch Vögel, Nagetiere und Fledermäuse sollten durch Drahtgitter an Ein- und Auslassöffnungen daran gehindert werden, in die Hinterlüftungszone einzudringen. Empfohlene Öffnungsweiten für Insektenschutzgitter sind 3 bis 4 Millimeter. Durch größere Maschenweiten dringen vermehrt Insekten ein, engere Gitter verstopfen schnell. Es kann sinnvoll sein, den Strömungswiderstand des Gitters auszugleichen, indem etwa durch den schrägen Einbau eines breiteren Gitters die Durchtrittsfläche erhöht wird.
Liegt der verwendete Dämmstoff zur Hinterlüftungsebene offen, sollte er einen erhöhten Strömungswiderstand aufweisen. Flexible und luftdurchlässige Dämmstoffe sollten durch eine diffusionsoffene Fassadenbahn von der im Hohlraum aufsteigenden Luft abgeschirmt werden, damit diese nicht den Dämmstoff durchströmt. Die Verwendung einer freihängenden Fassadenbahn hat den Nachteil, dass diese den kapillaren Wassertransport bis an die Luftschicht heran unterbricht. Ist mit einem außergewöhnlich großen Feuchtigkeitsanfall in der Dämmebene zu rechnen, ist eventuell einer Konstruktion ohne zusätzlich vorgehängter Bahn der Vorzug zu geben. Es werden auch weiche Dämmstoffe mit werksseitig aufgebrachter Vliesbahn angeboten, die den Vorteil haben, dass die aufkaschierte Bahn keine Falten wirft oder sich bei bestimmten Druckverhältnissen in Richtung der Bekleidung bewegt und dadurch die lichte Weite der Luftschicht einschränkt. Dämmstoffe aus Glas- und Mineralfaser ermöglichen keinen kapillaren Wassertransport. Bei gewöhnlicher Feuchtebeanspruchung verhindert eine wirksame Hinterlüftung die Auffeuchtung des Dämmstoffs jedoch gemeinhin zuverlässig.

## Technische Vorschriften und Richtlinien
Vorgehängte hinterlüftete Fassaden sind geregelt in der DIN 18516-1 Außenwandbekleidungen, hinterlüftet, Teil 1: Anforderungen, Prüfgrundsätze. Vorhangfassaden und Pfosten-/Riegelkonstruktionen unterliegen den Anforderungen der Normenreihe der DIN EN 13830 und bedürfen seit 2005 einer CE-Kennzeichnung.
Gemäß Musterbauordnung sind bei hinterlüfteten Außenwandkonstruktionen mit geschossübergreifenden Hohl- oder Lufträumen Vorkehrungen gegen die Ausbreitung von Feuer zu treffen. In mindestens jedem zweiten Geschoss sind durchgängige horizontale Brandsperren im Hinterlüftungsspalt anzuordnen, welche durch Unterbrechung oder Reduzierung des Hinterlüftungsspalts eine Brandausbreitung über eine ausreichend lange Zeit verhindern.

## Vorteile
Die Trennung von Wärmedämmung und Wetterschutz bei der vorgehängten hinterlüfteten Fassade ermöglicht eine große Vielfalt an Ausführungs- und Gestaltungsmöglichkeiten und die Verwendung von sehr dauerhaften, wartungsfreien Materialien. Durch Hinterlüftung und spannungsfreie Montage werden Schäden durch Feuchtigkeit und Bewitterung im Allgemeinen langfristig vermieden.
Der Wärmedurchlasswiderstand von Dämmstoffen, insbesondere von solchen mit Poren und Lufthohlräumen, reduziert sich teilweise drastisch, wenn der Feuchtegehalt ansteigt. Eine wirksame Hinterlüftung hält den vor der Außenwand angebrachten Dämmstoff jedoch in der Regel zuverlässig trocken.

## Nachteile
Falls Richtlinien zur Materialwahl und Verarbeitung nicht beachtet werden, kann der Kamineffekt im Luftspalt zur Ausbreitung eines Fassadenbrandes beitragen, wie es 2017 beim Brand des Grenfell Tower geschah. Meist ist es schwierig, einen sich über den Luftspalt ausbreitenden Brand mit Löschwasser zu erreichen.
Durch die notwendige Unterkonstruktion ist eine vorgehängte Fassade in der Regel deutlich teurer als etwa die zum Standard avancierten Wärmedämmverbundsysteme.
Die Unterkonstruktion wird häufig aus Aluminiumprofilen hergestellt, die einfach zu verarbeiten, tragfähig und nicht brennbar sind. Da Aluminium die Wärme gut leitet, bildet allerdings jeder Befestigungspunkte eine Wärmebrücke, welche den Dämmwert der Konstruktion deutlich senkt. Sofern aus Gründen des Brandschutzes keine Bedenken bestehen, sollte die Unterkonstruktion aus Holz hergestellt werden, welches die Wärme deutlich schlechter leitet als Metall. Reduzieren lässt sich der Wärmebrückeneffekt auch, indem druckfeste Dämmung als Unterlage der Unterkonstruktion verwendet und die Tragprofile durch die Dämmung hindurch mit der Wand verschraubt werden. Die Schraubenköpfe können durch eine wärmedämmende Ummantelung von der kalten Umgebungsluft abgeschirmt werden.
Der Platzbedarf der Konstruktion erhöht sich gegenüber Systemen ohne Hinterlüftung ungefähr um die Dicke der Luftschicht.
Im Gegensatz zu massivem Mauerwerk und hölzernen Bauteilen besitzen vor der Außenwand liegende Wärmedämmungen nur eine geringe Feuchtigkeits- und Wärmespeicherfähigkeit. Durch Wärmeabstrahlung kühlt die Oberfläche von außenliegenden Wärmedämmungen insbesondere bei klarem Nachthimmel schnell ab. Dabei wird häufig der Taupunkt unterschritten und der in der Umgebungsluft enthaltene Wasserdampf kondensiert an der Oberfläche der Wärmedämmung oder deren Verkleidung. Die gleichen Mechanismen, die tagsüber zur Austrocknung des Dämmstoffs beitragen, führen dazu, dass sich Tauwasser von der Oberfläche im Dämmstoff verteilt: Dampfdiffusion und kapillarer Wassertransport. Insbesondere Dämmstoffe aus Mineralfaser und Kunststoffen können das Tauwasser nicht in ihrem Gefüge binden. Das sogenannte freie Wasser ermöglicht das Wachstum von Schwarzschimmel und Algen. Im Gegensatz zu Wärmedämmverbundsystemen, die mit einer dünnen Schicht Kunstharzputz verputzt sind, kondensiert die Luftfeuchtigkeit allerdings zunächst an der Wandbekleidung und nicht unmittelbar an der Oberfläche der Dämmung. Ebenso wie sich auf Kraftfahrzeugen, die unter einem Carport parken, in der Nacht deutlich weniger Tau und Reif bildet, schirmt die Bekleidung die Dämmung teilweise vor Auskühlung und Tauwasserbildung ab.

## Montage

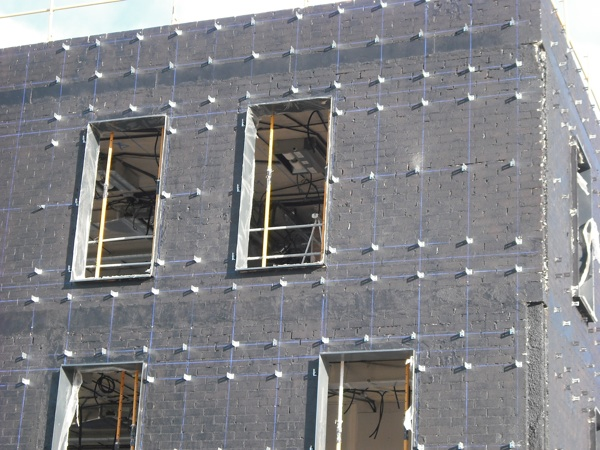
Schritt 1: Anbringen der Anker im Raster der Tragprofile
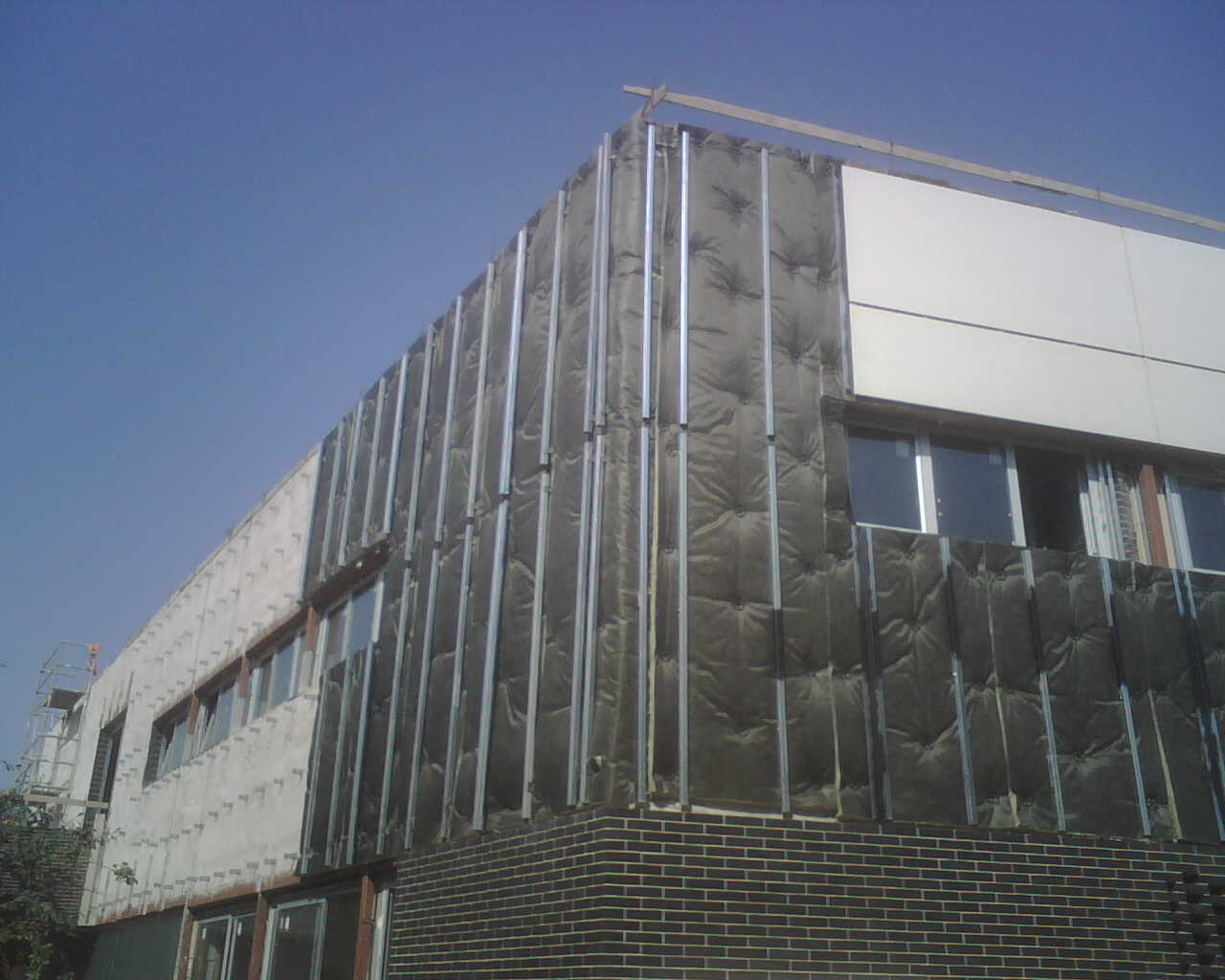
Schritt 2: Anbringen der Dämmung, Folie, Tragprofile
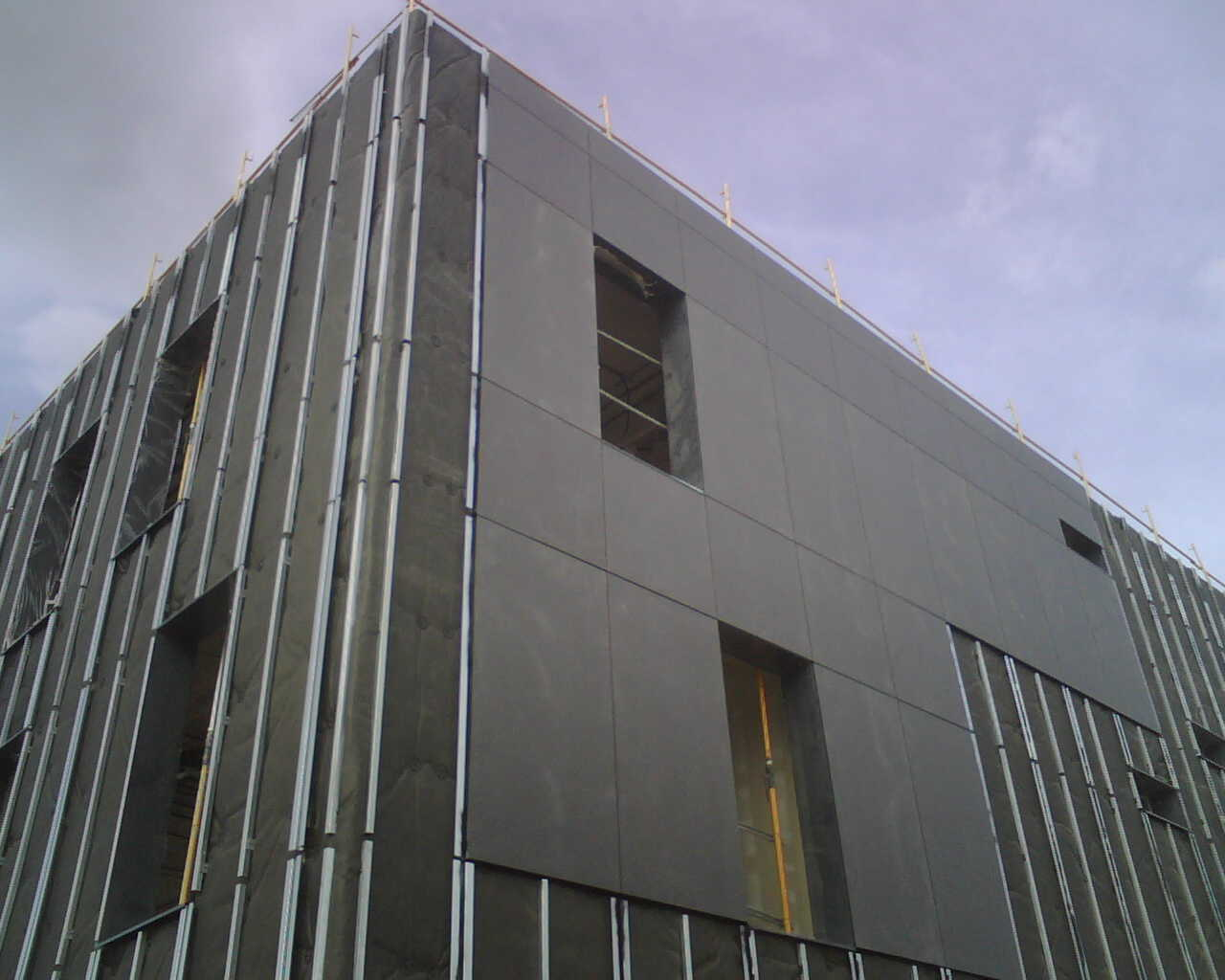
Schritt 3: Anbringen der Fassadenbekleidung
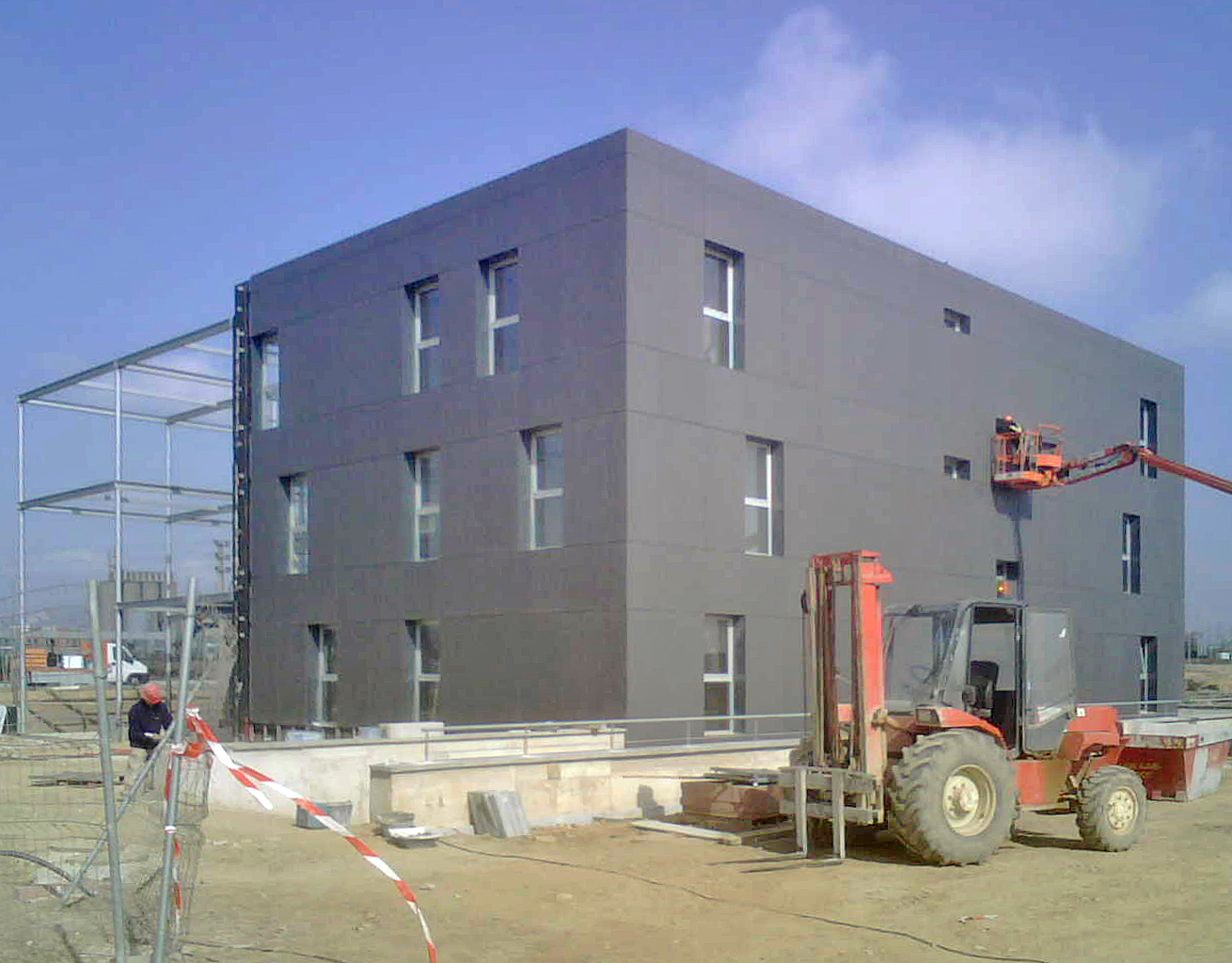
Fertige Fassade